# Echipa națională de handbal feminin pentru tineret a României
Pentru reprezentativa feminină de senioare, vezi Echipa națională de handbal feminin a României.
Pentru reprezentativa feminină de junioare, vezi Echipa națională de handbal feminin pentru junioare a României.
Echipa feminină de handbal pentru tineret a României este echipa națională care reprezintă România în competițiile interțări oficiale sau amicale de handbal feminin pentru categoriile de vârstă sub 19 ani (U19) și sub 20 de ani (U20).

## Palmares
Campionatul Mondial
- medalie de aur în 1995 și 1999
- medalie de bronz în 1977, 1997 și 2016

Campionatul European
- medalie de aur în 1998 și 2000
- medalie de bronz în 2007 și 2023

## Rezultate
Conform paginii oficiale a Federației Române de Handbal:

### Rezultate la Campionatul Mondial
| An   | Poziție          |
| ---- | ---------------- |
| 2024 | Locul 11         |
| 2022 | Locul 18         |
| 2020 | Ediție anulată   |
| 2018 | Locul 8          |
| 2016 | Medalie de bronz |
| 2014 | Locul 6          |
| 2012 | Locul 13         |
| 2010 | Nu s-a calificat |
| 2008 | Locul 10         |
| 2005 | Nu s-a calificat |
| 2003 | Locul 11         |
| 2001 | Locul 5          |
| 1999 | Medalie de aur   |
| 1997 | Medalie de bronz |
| 1995 | Medalie de aur   |
| 1993 | Locul 5          |
| 1991 | Locul 5          |
| 1989 | Nu s-a calificat |
| 1987 | Nu s-a calificat |
| 1985 | Locul 7          |
| 1983 | Nu s-a calificat |
| 1981 | Nu s-a calificat |
| 1979 | Nu s-a calificat |
| 1977 | Medalie de bronz |

#### Handbaliste în All-Star Team la Campionatele Mondiale
Cristina Vărzaru (cea mai bună extremă dreapta, 1999), Georgeta Vârtic (cel mai bun pivot, 2001), Florentina Grecu (cel mai bun portar, 2001), Cristina Laslo (cel mai bun centru, 2016)

### Rezultate la Campionatele Europene
| An   | Poziție          |
| ---- | ---------------- |
| 2023 | Medalie de bronz |
| 2021 | Locul 5          |
| 2019 | Locul 5          |
| 2017 | Locul 9          |
| 2015 | Locul 10         |
| 2013 | Locul 5          |
| 2011 | Locul 6          |
| 2009 | Locul 14         |
| 2007 | Medalie de bronz |
| 2004 | Locul 10         |
| 2002 | Locul 7          |
| 2000 | Medalie de aur   |
| 1998 | Medalie de aur   |
| 1996 | Locul 6          |

#### Handbaliste în All-Star Team la Campionatele Europene
Cristina Vărzaru (cea mai bună extremă dreapta, 1998), Gabriela Tănase (cel mai bun inter dreapta, 1998), Ionica Munteanu (cel mai bun portar, 1998), Florentina Grecu (cel mai bun portar, 2000), Oana Chirilă (cel mai bun inter dreapta, 2000), Cristina Neagu (cel mai bun inter stânga, 2007), Andra Moroianu (cea mai bună extremă dreapta, 2019)

#### Cea mai bună marcatoare la Campionatele Europene
Sorina Tîrcă (2017, 56 de goluri)

## Echipa
Lotul oficial lărgit al echipei de tineret a României cuprinde 30 de handbaliste. Componența acestui lot poate fi consultată pe pagina oficială a Federației Române de Handbal.
Pentru Campionatul Mondial din 2022, antrenorii Horațiu Pașca și Mihaela Evi au convocat 18 handbaliste:
| Nr. | Post            | Nume                 | Data nașterii (vârsta) | Înălțime | Selecții | Goluri | Echipă                         |
| --- | --------------- | -------------------- | ---------------------- | -------- | -------- | ------ | ------------------------------ |
| 5   | Inter stânga    | Diana Lixăndroiu     | 14 august 2005         | 1,79 m   | 9        | 25     | CSM Slatina                    |
| 6   | Extremă dreapta | Andreea Coman        | 29 septembrie 2003     | 1,68 m   | 14       | 21     | CSM Slatina                    |
| 9   | Extremă dreapta | Mălina Bichir        | 20 februarie 2002      | 1,79 m   | 9        | 5      | CSM Galați                     |
| 10  | Centru          | Valentina Ion        | 4 mai 2002             | 1,75 m   | 9        | 7      | SCM Craiova                    |
| 12  | Portar          | Alexandra Perianu    | 17 aprilie 2003        | 1,87 m   | 18       | 0      | CS Gloria 2018 Bistrița-Năsăud |
| 17  | Inter dreapta   | Alicia Gogîrlă       | 17 ianuarie 2003       | 1,82 m   | 18       | 27     | CSM București                  |
| 18  | Pivot           | Sarah Darie          | 25 aprilie 2002        | 1,80 m   | 14       | 9      | Corona Brașov                  |
| 19  | Extremă stânga  | Alexandra Dumitrașcu | 4 septembrie 2002      | 1,72 m   | 14       | 17     | Corona Brașov                  |
| 21  | Pivot           | Andreea Ailincăi     | 15 decembrie 2003      | 1,86 m   | 17       | 14     | CSM București                  |
| 23  | Pivot           | Andreea Țîrle        | 2 aprilie 2002         | 1,80 m   | 18       | 21     | CS Minaur Baia Mare            |
| 27  | Extremă dreapta | Mihaela Mihai        | 15 decembrie 2004      | 1,77 m   | 9        | 23     | CSM București                  |
| 61  | Portar          | Clara Preda          | 23 iunie 2003          | 1,81 m   | 9        | 0      | CSM București                  |
| 77  | Portar          | Sara Rus             | 29 septembrie 2002     | 1,87 m   | 0        | 0      | SCM Craiova                    |
| 79  | Extremă stânga  | Corina Lupei         | 12 iulie 2002          | 1,74 m   | 17       | 23     | SCM Râmnicu Vâlcea             |
| 89  | Inter stânga    | Ștefania Stoica      | 24 august 2003         | 1,86 m   | 18       | 31     | CSM București                  |
| 90  | Pivot           | Bianca Voica         | 9 iulie 2002           | 1,83 m   | 0        | 0      | Corona Brașov                  |
| 96  | Centru          | Rebeca Necula        | 17 mai 2003            | 1,67 m   | 18       | 31     | CSM Slatina                    |
| 98  | Inter stânga    | Luciana Matea        | 12 iunie 2002          | 1,81 m   | 6        | 9      | CSM Slatina                    |

#### Banca tehnică
Conform paginii oficiale a FRH:
| Oficial | Nume                    | Post               |
| ------- | ----------------------- | ------------------ |
| A       | Simona Maior Pașca      | Antrenor principal |
| B       | Luminița Dinu           | Antrenor secund    |
| C       | Valentina Ardean-Elisei | Preparator fizic   |

## Componențe anterioare ale echipei de tineret a României
În cea mai mare parte, informațiile sunt preluate din enciclopedia de handbal intitulată „Istoria jocului”, întocmită de profesorul Constantin Popescu Pilică și disponibilă pe pagina oficială a Federației Române de Handbal.

Campionatul Mondial din 1977 (locul 3)
Angela Cioboată, Cristina Lada, Oltea Jalbă, Gheorghița Mălai, Cristina Weber, Anca Răducu, Heidrun Janesch, Maria Török, Angela Avădanei, Aurelia Ignat, Zita Feier, Zoranca Ștefanovici, Rodica Ardeleanu, Éva Gál, Rodica Ionașcu, Hedda Rhein, Maria Spiridon
Antrenori: Francisc Spier, Grigore Niță, Gabriel Zugrăvescu (antrenor federal)
Campionatul Mondial din 1985 (locul 7)
Anca Căpraru, Stela Rupa, Angela Bloj, Simona Manea-Iovănescu, Nicoleta Boriceanu, Gabriela Horga, Corina Nisipeanu, Ribana Oancea, Eszter László, Lidia Budnărașu, Artemizia Bartaș, Eva Darvaș, Denisa Romete
Antrenori: Francisc Spier, Grigore Niță, Gabriel Zugrăvescu (antrenor federal)
Campionatul Mondial din 1991 (locul 5)
Mihaela Ciobanu, Delia Șopârlă, Monica Iacob, Lenuța Borș, Alina Țurcaș, Victorina Stoenescu, Corina Șchiopu, Mihaela Ciora, Adriana Șuta, Cristina Dogaru, Mihaela Ilie, Isabela Paraschiv, Florina Carcadia, Rodica Constantinescu
Antrenori: Lucian Râșniță, Ion Gherhard, Remus Drăgănescu (antrenor federal)
Campionatul Mondial din 1993 (locul 5)
Mihaela Ciobanu, Ildiko Kerekes, Narcisa Lecușanu, Steluța Lazăr, Georgeta Sălișteanu, Corina Ciolacu, Alina Bidirel, Mirela Săndica, Mihaela Ciora, Florina Carcadia, Simona Stanciu, Petronela Melinte, Mihaela Deteșean, Elena Popovici, Beatrice Maftei
Antrenori: Tiberius Milea, Gheorghe Tadici
Campionatul Mondial din 1995 (locul 1)
Olimpia Vereș, Stăncuța Ghionea, Ildiko Kerekes — Narcisa Lecușanu, Steluța Lazăr, Simona Gogîrlă, Magdalena Urdea, Carmen Nițescu, Luminița Stroe, Maria Iorgu, Alina Dobrin, Carmen Amariei, Roxana Berilă, Irina Neagu, Cristina Mihai
Antrenori: Constantin Cojocaru, Ioan Băban, Remus Drăgănescu (antrenor federal)
Campionatul European din 1996 (locul 6)
Daniela Condrea, Andreea Gras, Iuliana Cioculeasa, Carmen Amariei, Elena Năpar, Floriana Nicolescu, Ioana Nemeș, Florica Preda, Emanuela Traică, Viorica Mincan, Mihaela Galai, Georgeta Năniță, Ana-Maria Sandu, Irina Neagu, Nicoleta Gâscă
Antrenori: Mircea Anton, Cătălin Gheție
Campionatul Mondial din 1997 (locul 3)
Daniela Condrea, Iuliana Cioculeasa, Eszter Király — Teodora Griga, Carmen Amariei, Elena Năpar, Elena Leonte, Floriana Nicolescu, Viorica Mincan, Ionela Boriț, Liliana Tudorache, Ana Maria Popa, Ionela Bobe, Irina Neagu, Nicoleta Gâscă
Antrenori: Dumitru Muși, Mircea Bucă
Campionatul European din 1998 (locul 1)
Tatiana Horenciuc, Talida Tolnai, Ionica Munteanu — Gabriela Tănase, Roxana Gatzel, Mirela Rogoz, Gabriela Rotiș, Anișoara Durac, Ramona Văduva, Anamaria Croitoru, Aurelia Stoica, Mădălina Straton, Mihaela Răceală, Cristina Vărzaru, Valeria Motogna, Simona Popa.
Antrenori: Dumitru Muși, Mircea Bucă, Remus Drăgănescu (antrenor federal)
Campionatul Mondial din 1999 (locul 1)
Tatiana Horenciuc, Talida Tolnai, Ionica Munteanu — Alina Ariton, Ramona Maier, Anișoara Durac, Simona Popa, Cristina Vărzaru, Mihaela Răceală, Valeria Motogna, Aurelia Stoica, Roxana Gatzel, Gabriela Tănase, Gabriela Rotiș, Mădălina Straton
Antrenori: Dumitru Muși, Mircea Bucă
Campionatul European din 2000 (locul 1)
Florentina Grecu, Gabriela Vasile, Tereza Tamaș — Simona Sârbu, Oana Chirilă, Georgeta Vârtic, Adriana Gontariu, Cristina Niculae, Cătălina Cioaric, Mihaela Urcan, Ionela Gâlcă, Luminița Iorga, Diana Meiroșu, Florentina Trăistaru, Valentina Elisei, Alina Braniște
Antrenori: Marcel Șerban, Sorin Rădulescu, Elena Drăgănescu
Campionatul Mondial din 2001 (locul 5)
Florentina Grecu, Gabriela Vasile, Tereza Tamaș — Simona Sârbu, Oana Chirilă, Georgeta Vârtic, Alina Braniște, Cătălina Cioaric, Cristina Niculae, Corina Demetercă, Mihaela Senocico, Amelia Busuioceanu, Florentina Trăistaru, Andreea Tâlvâc, Valentina Elisei
Antrenori: Marcel Șerban, Sorin Rădulescu, Elena Drăgănescu
Campionatul European din 2002 (locul 7)
Mirela Nichita, Maria Avram, Paula Teodoru — Daniela Crap, Mihaela Ignat, Carmina Tiță, Georgeta Ilie, Adina Meiroșu, Camelia Balint, Daciana Curtean, Raluca Ivan, Elena Viscreanu, Roxana Aiacoboaie, Gabriela Bologa, Sorina Tite, Oana Manea
Antrenori: Gheorghe Tadici, Popa Seviștean, Elena Drăgănescu
Campionatul Mondial din 2003 (locul 11)
Amalia Săftoiu, Mirela Nichita — Oana Manea, Adina Meiroșu, Daniela Crap, Sorina Tite, Paula Pavel, Gabriela Bologa, Camelia Balint, Raluca Ivan, Elena Viscreanu, Roxana Aiacoboaie, Andreea Dospin, Raluca Dobca, Ana Danciu
Antrenori: Gheorghe Tadici, Popa Seviștean
Campionatul European din 2004 (locul 10)
Mihaela Smedescu, Mirela Nichita, Mihaela Ialomițeanu — Andreea Dospin, Clara Vădineanu, Oana Manea, Mihaela Ivan, Renata Tătăran, Melinda Geiger, Carmen Cartaș, Carmen Gheorghe, Mirela Toma, Irina Tomuleanu, Alina Moroianu, Dorina Jerebie, Anuța Negria
Antrenori: Mircea Anton, Costel Oprea
Campionatul European din 2007 (locul 3)
Cristina Sântămărean, Viorica Șuba — Adriana Țăcălie, Nicoleta Dincă, Aneta Pîrvuț, Aura Ivancu, Patricia Vizitiu, Constantina Brânzan, Cristina Neagu, Roxana Joldeș, Alexandra Cătineanu, Luciana Marin, Cristina Zamfir, Marilena Burghel, Alina Bratu, Laura Oltean
Antrenori: Gavril Kozma, Constantin Tosum
Campionatul Mondial din 2008 (locul 10)
Cristina Sântămărean, Viorica Șuba, Andreea Nica — Luciana Marin, Adriana Țăcălie, Nicoleta Dincă, Laura Oltean, Alina Bratu, Daniela Băbeanu, Daniela Brânzan, Aneta Pîrvuț, Oana Cîrstea, Roxana Joldeș, Mihaela Pătuleanu, Nicoleta Tudor, Aura Ivancu
Antrenori: Gavril Kozma, Constantin Tosum
Campionatul European din 2009 (locul 14)
Elena Voicu, Andreea Polocoșer, Mihaela Petrescu — Andreea Adespii, Diana Dancu, Raluca Irimia, Andreea Mărginean, Ana Maria Iuganu, Ana Maria Dragut, Sabine Klimek, Rossana Lopătaru, Andreea Dincu, Crina Ailincăi, Ana Maria Lazer, Cristina Pop, Alexandra Gogoriță.
Antrenori: Alexandrina Soare, Costel Oprea
Campionatul European din 2011 (locul 6)
Denisa Dedu, Andreea Arghir, Ana Maria Măzăreanu — Réka Tamás, Ștefania Florea, Andreea Ianăși, Andreea Bărbos, Irina Ivan, Florentina Ciobanu, Ana Maria Apipie, Gabriela Perianu, Ana Ciolan, Andreea Pricopi, Cristina Florica, Roxana Varga, Eliza Buceschi
Antrenori: Dumitru Muși, Costică Buceschi
Campionatul Mondial din 2012 (locul 13)
Denisa Dedu, Andreea Arghir, Adina Mureșan — Andreea Ianăși, Alexandra Ciunt, Gabriela Perianu, Ștefania Florea, Eliza Buceschi, Andreea Pricopi, Irina Ivan, Nicoleta Safta, Cristina Predoi, Cristina Florica, Andreea Bărbos, Roxana Varga, Ana Maria Apipie
Antrenori: Dumitru Muși, Costică Buceschi
Campionatul European din 2013 (locul 5)
Elena Șerban, Denisa Dedu, Lăcrămioara Stan — Ana Maria Tănăsie, Bianca Tiron, Mădălina Zamfirescu, Gabriela Perianu, Alexandra Gavrilă, Claudia Constantinescu, Andreea Pricopi, Laura Popa, Angela Cioca, Nicoleta Safta, Camelia Carabulea, Anca Stoica, Mădălina Conache
Antrenori: Popa Seviștean, Cezar Preda
Campionatul Mondial din 2014 (locul 6)
Elena Șerban, Denisa Dedu, Ana Maria Inculeț — Ana Maria Tănăsie, Bianca Tiron, Mădălina Zamfirescu, Gabriela Perianu, Eliza Cicic, Camelia Carabulea, Claudia Constantinescu, Andreea Pricopi, Laura Popa, Nicoleta Safta, Andreea Chiricuță, Roxana Cîrjan
Antrenori: Popa Seviștean, Cezar Preda
Campionatul European din 2015 (locul 10)
Mădălina Ion, Isabela Roșca — Bianca Bazaliu, Lorena Ostase, Cristina Laslo (căpitan), Alina Ilie, Diana Axinte, Alexandra Dindiligan, Dana Abed Kader, Iulia Andrei, Alexandra Carașol, Florentina Craiu, Anca Polocoșer, Sonia Seraficeanu, Hermina Stoicănescu, Sonia Vasiliu
Antrenori: Aurelian Roșca, Gavril Kozma
Campionatul Mondial din 2016 (locul 3)
Mădălina Ion, Bianca Curmenț, Iulia Dumanska — Hermina Stoicănescu, Alexandra Dindiligan, Alexandra Severin, Sonia Vasiliu, Cristina Laslo (căpitan), Daniela Corban, Florentina Craiu, Lorena Ostase, Alina Ilie, Elena Dache, Anca Polocoșer, Andreea Taivan, Florența Ilie
Antrenori: Ion Crăciun, Cezar Preda
Campionatul European din 2017 (locul 9)
Elena Nagy, Raluca Kelemen, Daciana Hosu — Narcisa Verde, Raluca Petruș, Andreea Panaite, Alexandra Severin, Sorina Tîrcă, Ana-Maria Văcaru, Alexandra Banciu, Claudia Lăcătuș, Teodora Popescu, Daria Bucur, Andreea Tecar, Alexandra Badea, Alexandra Leuștean
Antrenori: Ion Crăciun, Cezar Preda
Campionatul Mondial din 2018 (locul 8)
Cristina Lung, Raluca Kelemen, Daciana Hosu — Alexandra Badea, Alexandra Banciu, Bianca Berbece, Daria Bucur, Bianca Marin, Andreea Mihart, Diana Nichitean, Raluca Petruș, Andreea Popa, Teodora Popescu, Alexandra Severin, Andreea Stîngă, Andreea Tecar, Sorina Tîrcă
Antrenori: Gheorghe Tadici, Grigore Albici
Campionatul European din 2019 (locul 5) 
Andreea Chetraru, Diana Ciucă, Ioana Ugran — Éva Kerekes, Roberta Stamin, Ioana Bălăceanu, Patricia Moraru, Monica Bărăbaș, Andreea Popa, Denisa Vâlcan, Sarah Darie, Ștefania Jipa, Diana Șamanț, Adina Cace, Miruna Pica, Andra Moroianu, Alexandra Vrabie
Antrenori: Dragoș Dobrescu, Valeriu Costea, Ildiko Barbu
Campionatul Mondial din 2020 (ediție anulată)
Campionatul European din 2021 (locul 5)
Clara Preda, Raluca Rădoi, Diana Șușnea — Alexandra Dumitrașcu, Corina Lupei, Bianca Neacșu, Ștefania Stoica, Valentina Ion, Raissa Marin, Luciana Matea, Rebeca Necula, Andreea Ailincăi, Sarah Darie, Andreea Țîrle, Alicia Gogîrlă, Oana Borș, Andreea Coman
Antrenori: Horațiu Pașca, Mihaela Evi, Mihaela Ciobanu
Campionatul Mondial din 2022 (locul 18)
Clara Preda, Sara Rus, Alexandra Perianu — Alexandra Dumitrașcu, Corina Lupei, Diana Lixăndroiu, Ștefania Stoica, Mara Matea, Mălina Bichir, Valentina Ion, Rebeca Necula, Alicia Gogîrlă, Andreea Coman, Mihaela Mihai, Andreea Ailincăi, Sarah Darie, Andreea Țîrle, Bianca Voica
Antrenori: Horațiu Pașca, Mihaela Evi, Mihaela Ciobanu